# Enrico Sannazzari
Enrico Sannazzari (Chiavari, 1º novembre 1895 – Lima, 19 marzo 1975) è stato un calciatore italiano, di ruolo attaccante.

## Biografia
Nacque a Chiavari alla fine del XIX secolo.
Nel 1914 fu uno dei fondatori dell'Entella Foot-Ball Club nonché ispiratore, secondo una leggenda, dei colori sociali del sodalizio, in omaggio alla divisa definitivamente adottata dalla nazionale argentina circa due anni prima. Non risulta che Sannazzari si fosse personalmente recato in America meridionale antecedentemente agli anni 1920, mentre è noto che all'epoca fossero vivi scambi culturali tra Chiavari e l'area, legati al fenomeno dell'emigrazione italiana: la scelta dei colori sociali della neonata squadra viene quindi tradizionalmente associata ad un tributo ai colori nazionali che lo stato australe aveva fatto propri sin dal 1810.
Egli, in qualità di socio fondatore, oltre a giocare nell'Entella fu anche il possessore della tessera societaria numero uno. Dopo il ritiro ha vissuto anche a Lima, in Perù, dove è deceduto nel 1975.
Sannazzari durante il suo periodo di attività agonistica era soprannominato dai suoi tifosi Asso di Picche, per via della sua singolare abitudine di cucirsi sulla maglia da gioco all'altezza del cuore una figura raffigurante un asso di picche. Nel 2012 alcuni tifosi della Virtus Entella ha creato un gruppo dal nome Club Asso di Picche, in onore al soprannome di Sannazzari. Nel mese di maggio 2025, il comune di Chiavari gli ha intitolato lo stadio comunale.

## Carriera
Sannazzari è stato il primo capitano della storia della Virtus Entella, squadra in cui giocava in attacco e di cui è stato uno dei giocatori più rappresentativi dell'epoca; occasionalmente ha anche giocato come portiere nella squadra riserve biancoceleste per mancanza di giocatori in quel ruolo, arrivando così a giocare anche due partite in uno stesso giorno in ruoli diversi con le due formazioni.
Nella stagione 1919-1920 veste la maglia del Veloce Club Spezia per poi militare in Prima Categoria (la massima serie dell'epoca) con la maglia dello Spezia nella stagione 1920-1921, campionato nel corso del quale disputa 11 partite senza mai andare a segno.

## Statistiche
| Stagione        | Squadra            | Campionato      | Campionato | Campionato |
| Stagione        | Squadra            | Comp            | Pres       | Reti       |
| --------------- | ------------------ | --------------- | ---------- | ---------- |
| 1919-1920       | Veloce Club Spezia | P               | ?          | ?          |
| 1920-1921       | Spezia             | PC              | 11         | 0          |
| 1922-1923       | Entella            | SD              | 12         | 0          |
| Totale carriera | Totale carriera    | Totale carriera | ?          | ?          |